# Les Laveuses à la Laïta
Les Laveuses à la Laïta est un tableau réalisé par le peintre français Paul Sérusier en 1892. De format horizontal, cette huile sur toile est une scène de genre qui représente deux femmes quittant les bords de la Laïta, un estuaire breton, en portant sur une épaule des draps qu'elles viennent de retirer de l'eau. Entrée dans les collections publiques en 1980, l'œuvre est conservée depuis 1983 au musée d'Orsay, à Paris.